# 1946
| 1946                                                         |
| ------------------------------------------------------------ |
| Dødsfald - Fødsler                                           |
| • Begivenheder • Film • Litteratur • Musik • Politik • Sport |

| Gregoriansk kalender | 1946 MCMXLVI            |
| Ab urbe condita      | 2699                    |
| Armensk kalender     | 1395 ԹՎ ՌՅՂԵ            |
| Kinesiske kalender   | 4642 – 4643 乙酉 – 丙戌 |
| Etiopisk kalender    | 1938 – 1939             |
| Jødisk kalender      | 5706 – 5707             |
| Hindukalendere       |                         |
| - Vikram Samvat      | 2001 – 2002             |
| - Shaka Samvat       | 1868 – 1869             |
| - Kali Yuga          | 5047 – 5048             |
| Iransk kalender      | 1324 – 1325             |
| Islamisk kalender    | 1365 – 1366             |

Konge i Danmark: Christian 10. 1912-1947
Se også 1946 (tal)

## Begivenheder

### Udateret
- Afghanistan, Island, Sverige og Thailand bliver optaget i FN.
- Næstved Amatørscene stiftes

### Januar
- 1. januar - Kejser Hirohito af Japan bekendtgør, at han ikke er Gud
- 1. januar - ENIAC, den første amerikanske computer bygges af Mauchly og Eckert
- 11. januar – Albanien udråbes til republik

### Februar
- 1. februar - den norske politiker Trygve Lie bliver den første FN-generalsekretær
- 14. februar – ENIAC, den første amerikanske computer demonstreres for offentligheden
- 24. februar - Juan Peron vælges til præsident i Argentina

### Marts
- 5. marts - Winston Churchill bruger for første gang nogensinde udtrykket 'Jerntæppet' i en tale
- 16. marts - de sidste russiske tropper forlader Bornholm
- 22. marts - Transjordanien (senere Jordan) opnår uafhængighed efter at have været et britisk protektorat

### April
- 5. april – Russerne forlader Bornholm, og det sætter endelig punktum på krigen, for øen
- 9. april - Danmarks Lottekorps oprettes. Korpset var et kvindeligt korps til støtte for det danske forsvar

### Maj
- 5. maj - den thailandske konge, Bhumibol Adulyadej, bestiger tronen
- 7. maj - Tokyo Telecommunications Engineering (senere omdøbt til Sony) grundlægges med 20 medarbejdere
- 9. maj - Italiens konge Victor Emanuel 3. abdicerer i et forsøg på at påvirke folkeafstemningen om hvorvidt Italien skal beholde monarkiet eller blive en republik
- 21. maj - brødrationering indføres i England på grund af knaphed på hvede
- 22. maj - Storbritannien anerkender Transjordanien, det senere Jordan, som en selvstændig stat
- 30. maj - brødrationering begynder i England

### Juni
- 2. juni - republikken indføres i Italien, der fejrer nationaldag denne dag

### Juli
- 5. juli - Bikinien præsenteres for første gang ved et modeshow i Paris

### September
- 19. september – Winston Churchill foreslår i tale på Universität Zürich at oprette Europas Forenede Stater
- 20. september - seks dage efter Færøernes afstemning om uafhængighed og øernes efterfølgende uafhængighedserklæring opløser Christian 10. lagtinget og udskriver nyvalg på øerne, der resulterer i et snævert flertal for bevarelse af Rigsfællesskabet
- 20. september - den første filmfestival i Cannes afholdes.

### Oktober
- 1. oktober – Nürnberg-processen afsluttes – 12 dødsdomme (1 in absentia), 7 fængslinger og 4 frigivninger af tyske nazister blev afsagt
- 15. oktober – Dødsdømte Hermann Göring, begår selvmord i sin celle med gift, aftenen inden hængningerne skulle ske
- 16. oktober – Om natten bliver de 10 andre nazister hængt en efter en. Hængningerne tager lidt over 100 minutter og blandt de hængte er Wilhelm Keitel, Alfred Jodl, Joachim von Ribbentrop og andre store top-nazister

### November
- 1. november - den første NBA kamp i historien bliver afviklet. Kampen stod mellem Toronto Huskies og New York Knicks
- 4. november - UNESCO (United Nations Educational, Scientific and Cultural Organization) oprettes med hovedsæde i Paris
- 22. november – I Paris åbnes første møde i UNESCO, FN's organisation for undervisning, videnskab og kultur

### December
- 5. december – New York udpeges som kommende hovedkvarter for FN.
- 6. december – Norges hjemmeværn oprettes.
- 11. december – UNICEF , FN's børnefond grundlægges
- 19. december – der udbryder krig i Indokina, hvor styrker under Ho Chi Minh angriber franske kolonisoldater
- 24. december - den Fjerde Republik proklameres i Frankrig
- 31. december - den amerikanske præsident Harry S. Truman erklærer 2. verdenskrig for officielt afsluttet

## Født

### Januar
- 1. januar – Rivellino, brasiliansk fodboldspiller og manager.
- 5. januar – Diane Keaton, amerikansk skuespillerinde.
- 6. januar – Syd Barret, engelsk sanger og komponist (død 2006).
- 8. januar – Robby Krieger, amerikansk rockmusiker (The Doors).
- 8. januar – Stanton Peele, amerikansk psykolog.
- 9. januar – Mogens Lykketoft, dansk politiker og minister.
- 11. januar – Arno Victor Nielsen, dansk filosof og forfatter.
- 13. januar – Eero Koivistoinen, finsk saxofonist, komponist og dirigent.
- 16. januar – Kabir Bedi, indisk skuespiller.
- 19. januar – Dolly Parton, amerikansk sangskriver og countrysangerinde.
- 20. januar – Alex Frank Larsen, dansk journalist.
- 20. januar – David Lynch, amerikansk filminstruktør (død 2025).
- 21. januar – Frode Sørensen, dansk bankfilialchef, politiker og tidligere minister.
- 23. januar - Arnoldo Alemán, nicaraguansk advokat, politiker og præsident.
- 30. januar – Jørn Lund, dansk sprogpsykolog, forfatter og direktør.

### Februar
- 2. februar – Isaias Afewerki, eritreansk præsident.
- 4. februar – Sieglinde Ammann, schweizisk atletikudøver.
- 5. februar – Charlotte Rampling, engelsk skuespillerinde.
- 6. februar – Jim Turner, amerikansk kaptajn og politiker.
- 7. februar – Else Trangbæk, dansk idrætsprofessor.
- 7. februar - Héctor Babenco, argentinsk-brasiliansk instruktør, producer og manuskriptforfatter (død 2016).
- 8. februar – Merete Voldstedlund, dansk skuespillerinde.
- 9. februar – Svenning Dalgaard, dansk tv-journalist.
- 11. februar − Lars Kolvig, dansk filmproducent (død 2011).
- 12. februar – Anne Marie Helger, dansk skuespillerinde.
- 13. februar - Richard Blumenthal, amerikansk sergent og politiker, 23. Attorney General of Connecticut.
- 13. februar - Colin Matthews, engelsk komponist og pædagog.
- 14. februar – Gregory Hines, amerikansk skuespiller og danser (død 2003).
- 15. februar – Birgit Lystager, dansk sangerinde.
- 18. februar – Tage Lyneborg, dansk professor og arkitekt (død 2020).
- 19. februar – Karen Silkwood, amerikansk atomenergiaktivist (død 1974).
- 20. februar – Brenda Blethyn, engelsk skuespillerinde og sangerinde.
- 21. februar – Tyne Daly, amerikansk skuespillerinde.
- 21. februar – Helle Merete Sørensen, dansk skuespillerinde (død 2023).
- 21. februar – Anthony Daniels, engelsk skuespiller.
- 21. februar – Alan Rickman, engelsk skuespiller (død 2016).
- 21. februar – Jakob Lange, dansk studiechef.
- 24. februar – Keld Heick, dansk forfatter og musiker.
- 28. februar – Pierre Dørge, dansk musiker og komponist.
- 28. februar – Robin Cook, britisk politiker og udenrigsminister (død 2005).

### Marts
- 1. marts - Jan Kodeš, tjekkisk tennisspiller.
- 1. marts - Lana Wood, amerikansk skuespillerinde.
- 4. marts - Keld Andersen, dansk håndboldspiller.
- 5. marts – Jørgen de Mylius, dansk radio-vært og forfatter.
- 6. marts – David Gilmour, engelsk medlem af 'Pink Floyd'.
- 9. marts – Bernd Hölzenbein, tysk fodboldspiller.
- 12. marts – Liza Minnelli, amerikansk sanger og skuespillerinde.
- 12. marts - Theresa Knorr, amerikansk seriemorder.
- 12. marts - Frank Welker, amerikansk tegnefilmsdubber.
- 13. marts – Yann Arthus-Bertrand, fransk fotograf.
- 14. marts - Henrik Have, dansk billedkunstner og forfatter (død 2014).
- 14. marts - José Guilherme Baldocchi, brasiliansk fodboldspiller.
- 16. marts - Johnna Maibom, dansk skuespillerinde og revydirektør.
- 17. marts – Maggie Hemingway, britisk forfatter (død 1993).
- 18. marts – Svend Pri, dansk badmintonspiller (død 1983).
- 19. marts – Dan Turèll, dansk forfatter (død 1993).
- 21. marts – Timothy Dalton, engelsk skuespiller.
- 28. marts – Alejandro Toledo, tidligere præsident af Peru.

### April
- 3. april – Hanna Suchocka, polsk politiker.
- 4. april – Dave Hill, engelsk musiker i Slade.
- 5. april – Björn Granath, svensk skuespiller (død 2017).
- 5. april – Jane Asher, engelsk skuespillerinde.
- 7. april – Stan Winston, amerikansk special effectsmand og makeupartist (død 2008).
- 9. april – Lisbet Dahl, dansk skuespillerinde, sangerinde og instruktør.
- 12. april – Ed O'Neill, amerikansk skuespiller og komiker.
- 18. april – Hayley Mills, engelsk skuespillerinde.
- 19. april – Tim Curry, engelsk skuespiller.
- 22. april – John Waters, amerikansk filminstruktør.
- 25. april – Talia Shire, amerikansk skuespillerinde.
- 30. april – Carl 16. Gustaf, svensk konge.
- 30. april – Sven Nordqvist, svensk børnebogsforfatter og -illustrator.

### Maj
- 1. maj – John Woo, filminstruktør fra Hong Kong.
- 2. maj – David Suchet engelsk skuespiller.
- 9. maj – Niels Bernhart, dansk kapelmester (død 2008).
- 16. maj – Robert Fripp, engelsk musiker.
- 17. maj – Udo Lindenberg, tysk rockmusiker.
- 19. maj - André the Giant, fransk professionel bryder og skuespiller (død 1993).
- 20. maj – Cher, amerikansk sangerinde og skuespillerinde.
- 21. maj – Lin Utzon, dansk billedkunstner.
- 27. maj – Niels-Henning Ørsted Pedersen, dansk jazzmusiker (død 2005).

### Juni
- 1. juni – Brian Cox, skotsk skuespiller.
- 2. juni – Inga Nielsen, dansk operasanger (død 2008).
- 2. juni – Lasse Hallström, svensk filminstruktør.
- 5. juni – Bent Haller, dansk forfatter og billedkunstner.
- 13. juni – Peter Schrøder, dansk skuespiller, instruktør og teaterchef.
- 13. juni – Gonzalo Aja, spansk cykelrytter.
- 14. juni - Donald Trump, amerikansk præsident.
- 15. juni – Noddy Holder, engelsk musiker i Slade.
- 18. juni – Fabio Capello, italiensk fodboldtræner og manager for det engelske fodboldlandshold.
- 22. juni – Lykke Nielsen, dansk forfatter (død 2006).
- 25. juni – Ulrik le Fevre, dansk fodboldspiller (død 2024).
- 29. juni – Gitte Hænning, dansk sangerinde.

### Juli
- 3. juli – Leszek Miller, polsk politiker.
- 5. juli – Bent Lexner, dansk overrabbiner.
- 6. juli – George W. Bush, amerikansk præsident.
- 6. juli – Sylvester Stallone, amerikansk skuespiller.
- 7. juli − Inga Abel, tysk skuespiller (død 2000).
- 9. juli – Bon Scott, australsk musiker (død 1980).
- 13. juli – Cheech Marin, amerikansk komiker, skuespiller og forfatter.
- 15. juli – Hassanal Bolkiah, sultan af Brunei.
- 17. juli – Alun Armstrong, engelsk skuespiller.
- 20. juli – Randal Kleiser, amerikansk filminstruktør.
- 22. juli – Danny Glover, amerikansk skuespiller.

### August
- 3. august – Jack Straw, britisk politiker.
- 4. august – Claus Deleuran, dansk tegneserieskaber (død 1996).
- 5. august – Loni Anderson, amerikansk skuespillerinde.
- 6. august – Allan Holdsworth, britisk jazz-guitarist og komponist (død 2017).
- 8. august – Ralph Gonsalves, sanktvinsentisk politiker.
- 16. august – Lesley Ann Warren, amerikansk skuespillerinde og sangerinde.
- 19. august – Bill Clinton, amerikansk præsident.
- 23. august – Keith Moon, engelsk rockmusiker (død 1978).
- 30. august – Prinsesse Anne-Marie, dansk-født græsk eksdronning.

### September
- 1. september – Barry Gibb, engelsk sanger.
- 2. september – Billy Preston, amerikansk musiker (død 2006).
- 5. september – Freddie Mercury, zanzibarsk musiker i Queen (død 1991).
- 10. september – Don Powell, engelsk musiker i Slade.
- 14. september – Pete Agnew, skotsk musiker.
- 15. september – Tommy Lee Jones, amerikansk filmskuespiller.
- 15. september – Oliver Stone, amerikansk filminstruktør.
- 15. september – Ola Brunkert, svensk trommeslager (død 2008).
- 18. september – Gailard Sartain, amerikansk skuespiller (død 2025).
- 21. september – Mart Siimann, estisk politiker.
- 24. september – Lars-Emil Johansen, grøndlandsk politiker.
- 27. september – Nicos Anastasiades, cypriotisk præsident.
- 28. september – Jeffrey Jones, amerikansk skuespiller.

### Oktober
- 4. oktober – Susan Sarandon, amerikansk skuespillerinde.
- 8. oktober – Lise Schrøder, dansk skuespillerinde.
- 10. oktober – Naoto Kan, japansk politiker.
- 10. oktober – Charles Dance, engelsk skuespiller.
- 14. oktober – François Bozizé, tidligere præsident af Centralafrikanske Republik.
- 16. oktober – Suzanne Somers, amerikansk skuespillerinde (død 2023).
- 18. oktober – Howard Shore, canadisk komponist af filmmusik.
- 19. oktober – Philip Pullman, engelsk forfatter.
- 20. oktober – Elfriede Jelinek, østrigsk forfatter og dramatiker.
- 27. oktober – Ivan Reitman, canadisk filminstruktør.
- 31. oktober – Torben Sekov, dansk skuespiller.
- 31. oktober – Stephen Rea, irsk skuespiller.

### November
- 4. november – David Garibaldi, amerikansk trommeslager i Tower of Power.
- 4. November – Laura Bush, amerikansk præsidentfrue.
- 14. november – Bent Brown, borgmester i Hjørring frem til 2006 (død 2011).
- 21. november – Ulla Jessen, dansk skuespillerinde (død 2024).
- 29. november – Eamonn Campbell, irsk guitarist fra The Dubliners (død 2017).

### December
- 1. december – Gilbert O'Sullivan, irsk sanger og sangskriver.
- 5. december – Karin-Lis Svarre, dansk journalist og konsulent (død 2009).
- 5. december – José Carreras, spansk tenor.
- 12. december - Hans Gregersen, dansk forfatter og lærer.
- 12. december – Emerson Fittipaldi, brasiliansk racerkører.
- 14. december – Jane Birkin, engelsk skuespillerinde og sangerinde (død 2023).
- 16. december – Mogens Lindhardt, dansk præst og rektor.
- 18. december – Steven Spielberg, amerikansk filminstruktør.
- 20. december – John Spencer, amerikansk skuespiller (død 2005).
- 29. december – Marianne Faithful, engelsk sangerinde (død 2025).
- 30. december – Berti Vogts, tysk fodboldspiller og -træner.
- 30. december – Patti Smith, amerikansk poet, sangskriver, sanger

## Dødsfald

### Januar
- 29. januar – Harry Hopkins, amerikansk politiker (født 1890).
- 29. januar – Julie Meldahl, dansk maler og lærer (født 1861).

### Februar
- 3. februar – C. Th. Zahle, dansk radikal politiker og statsminister (født 1866).
- 5. februar – Josef Søndergaard, dansk modstandsmand (født 1906).
- 6. februar – Vittore Zanetti Zilla, italiensk maler (født 1864).
- 17. februar – Niels Hansen, dansk maler (født 1880).
- 17. februar - Dorothy Gibson, amerikansk skuespiller (født 1889).
- 20. februar – Johan Borup, dansk højskoleforstander (født 1853).
- 24. februar – Viggo Cavling, dansk journalist, redaktør og forfatter (født 1887).
- 24. februar – Karen Volf, dansk konditor og fabrikant (født 1864).
- 25. februar - Elise Konstantin-Hansen, dansk maler og keramiker (født 1858).

### Marts
- 24. marts - Alexander Aljechin, russisk-fransk skakspiller (født 1892).
- 26. marts – J.J. Bregnø, dansk billedhugger (født 1877).
- 26. marts - Gerhard Heilmann, dansk maler, tegner og forfatter (født 1859).

### April
- 11. april – Carl Mogensen, dansk grosserer og modstandsmand (født 1895).
- 21. april – John Maynard Keynes, engelsk nationaløkonom (født 1883).
- 26. april – Oluf Ring, dansk komponist (født 1884).

### Maj
- 7. maj – Ferdinand Boberg, svensk arkitekt (født 1860).
- 15. maj - Thorvald Jørgensen, kgl. dansk bygningsinspektør og arkitekt (født 1867).
- 19. maj - Holger Forchhammer, dansk overlæge og idrætsforbundsformand (født 1866).
- 20. maj – Jacob Ellehammer, dansk opfinder (født 1871).
- 26. maj – Petrine Sonne, dansk skuespiller (født 1870).
- 30. maj – Jens Lund, dansk billedhugger (født 1873).

### Juni
- 1. juni - Ion Antonescu, rumænsk premierminister og diktator (født 1882) - henrettet.
- 6. juni - Gerhart Hauptmann, tysk forfatter og nobelprismodtager (født 1862).
- 14. juni - John Logie Baird, skotsk ingeniør, opfinder og tv-pioner (født 1888).
- 21. juni – Helge Jacobsen, dansk museumsdirektør (født 1882).

### Juli
- 11. juli – Martin Vahl, dansk geograf og botaniker (født 1869).
- 13. juli – Valdemar Rørdam, dansk forfatter (født 1872).
- 24. juli – Marius Nyeboe, dansk civilingeniør og polarforsker (født 1867).
- 27. juli – Gertrude Stein, amerikansk forfatter (født 1874).

### August
- 2. august – Jóannes Patursson, færøsk kongsbonde, politiker og forfatter (født 1866).
- 13. august – H.G. Wells, engelsk science fiction-forfatter (født 1866).
- 31. august – Paul von Klenau, dansk komponist og dirigent (født 1883).

### September
- 4. september – Helge Bojsen-Møller, dansk arkitekt (født 1874).

### Oktober
- 6. oktober – Per Albin Hansson, svensk politiker, partileder og statsminister (født 1885).
- 10. oktober – Eyvind Johan-Svendsen, dansk skuespiller (født 1896).
- 15. oktober – Hermann Göring, tysk nazistisk rigsmarskal (født 1893) – selvmord.
- 16. oktober – Alfred Jodl, tysk generaloberst (født 1890) – henrettet.
- 16. oktober – Ernst Kaltenbrunner, tysk leder af SD, Gestapo (født 1903) – henrettet.
- 16. oktober – Wilhelm Keitel, tysk feltmarskal (født 1882) – henrettet.
- 16. oktober – Joachim von Ribbentrop, tysk udenrigsminister (født 1893) – henrettet.
- 16. oktober – Alfred Rosenberg, tysk nazistisk ideolog (født 1893) – henrettet.
- 16. oktober – Julius Streicher, tysk nazistisk propagandist (født 1885) – henrettet
- 16. oktober - Hans Frank, tysk nazist og generalguvenør i Polen (født 1900) – henrettet.
- 16. oktober - Wilhelm Frick, tysk nazist og indenrigsminister (født 1877) – henrettet.
- 16. oktober - Fritz Sauckel, tysk nazist (født 1894) – henrettet
- 16. oktober - Arthur Seyss-Inquar, tysk nazist (født 1892) – henrettet

### November
- 6. november - Nils Edén, svensk statsminister (født 1858).
- 23. november – H.P. Hjerl Hansen, dansk direktør og minister (født 1870).

### December
- 5. december - Louis Dewis, belgisk Postimpressionisme maler (f. 1872).
- 15. december – J.F.N. Friis-Skotte, dansk politiker (født 1874).
- 19. december – Robert Schyberg, dansk skuespiller, fotograf og biograf (født 1872).
- 19. december – Paul Langevin, fransk fysiker (født 1872).
- 25. december – W.C. Fields, amerikansk komiker (født 1880).
- 26. december – Ole Chievitz, dansk læge, overkirurg og modstandsmand (født 1883).

## Nobelprisen
- Fysik – Percy Williams Bridgman
- Kemi – James Batcheller Sumner, John Howard Northrop, Wendell Meredith Stanley
- Medicin – Hermann Joseph Muller
- Litteratur – Hermann Hesse
- Fred – Emily Greene Balch (USA), international præsident for Women's International League for Peace and Freedom : John Raleigh Mott (USA), formand for International Missionary Council og præsident for World Alliance of Young Men's Christian Associations

## Film
- Billet mrk., dansk film.
- Brevet fra afdøde, dansk film.
- Det gælder din frihed, dansk film.
- Diskret ophold, dansk film.
- Ditte Menneskebarn, dansk film.
- Far betaler, dansk film.
- Hans store aften, dansk film.
- Jeg elsker en anden, dansk film.
- Oktoberroser, dansk film.
- Op med lille Martha, dansk film.
- Så mødes vi hos Tove, dansk film.